# Cheiloneurus angustifrons
Cheiloneurus angustifrons är en stekelart som beskrevs av Compere 1938. Cheiloneurus angustifrons ingår i släktet Cheiloneurus och familjen sköldlussteklar.
Artens utbredningsområde är Sudan. Inga underarter finns listade i Catalogue of Life.